# Wapen van Gersloot-Polder

Wapen van Gersloot-Polder

Het wapen van Gersloot-Polder is het wapen van de vereniging Plaatselijk Belang van het Nederlandse dorp Gersloot-Polder, in de Friese gemeente Heerenveen. Het wapen werd in 2008 geregistreerd.

## Geschiedenis
Daar Gersloot-Polder enkel door de gemeente Heerenveen als dorp erkend wordt, is het wapen niet als dorpswapen geregistreerd maar als corporatiewapen.

## Beschrijving
De blazoenering van het wapen in het Fries luidt als volgt:
yn grien in sulveren hynder, dravend op in skyldfoet, skaakt fan lizzende blokken fan swart en sulver, yn 5 rigen fan 4 blokken, it hynder yn de lofterboppehoeke beselskippe fan in gouden klaver.
De Nederlandse vertaling luidt als volgt: 
in groen een zilveren paard, dravend op een schildvoet, geschaakt van liggende blokken van zwart en zilver, in 5 rijen van 4 blokken, het paard in de linker bovenhoek vergezeld van een gouden klaver.
De heraldische kleuren zijn: sinopel (groen), zilver (zilver), sabel (zwart) en goud (goud).

## Symboliek

Groen veld: duidt op de polder waar Gersloot-Polder in gelegen is.
Paard: is ontleend aan het wapen van Gersloot. Aangezien het plaatsen van een rood paard uit dit wapen op een groen veld heraldisch onjuist is, is gekozen voor een zilveren paard.
Geblokt veld: afgeleid van het wapen van de Polder van het Vierde en Vijfde Veendistrict. Het zwart duidt op het veen en het zilver op de wateroppervlakken die ontstonden als gevolg van de vervening.
Wapen van Terband
Wapen van Tjalleberd

- Gouden klaverblad: symbool voor weidegrond.[2] De gouden kleur staat voor de paardenbloemen en boterbloemen die de polder in de zomer geel kleuren.[1]

Wapen van de Polder van het Vierde en Vijfde Veendistrict